# Anomala melattia
Anomala melattia är en skalbaggsart som beskrevs av Ohaus 1924. Anomala melattia ingår i släktet Anomala och familjen Rutelidae. Inga underarter finns listade i Catalogue of Life.